# Alfredo Lucifero
Alfredo Lucifero, né à Pise le 31 août 1932, est un poète, écrivain et sculpteur italien.

## Biographie
Alfredo Lucifero est né à Pise d'un père calabrais et d'une mère pisane. Neveu du ministre de la maison de savoie Falcone Lucifero, il poursuit un parcours littéraire et une activité sculpturale,.
Dans les années 1950-1960, il fréquente Ardengo Soffici, Giuseppe Ungaretti et Leonida Rèpaci. Sa production littéraire et poétique est présentée à Florence en 2004 au café littéraire « Caffè Le Giubbe Rosse » et pour la première fois à la Camerata dei Poeti de Florence en 2005 et une autre fois en 2015 sous la présidence de Lia Bronzi.
Alfredo Lucifero est présent lors de diverses occasions au festival de la Versiliana avec les éditeurs Romano Battaglia et Enrico Nistri. Il a eu une collaboration sporadique pour la revue Diana de la maison d'édition Olimpia.
En 2014, il a fait don au pape François d'un buste en bronze réalisé par lui-même représentant le pontife. En 2015, à Pietrasanta dans la salle Putti du cloître de Sant'Agostino, il a exposé l'exposition sculpturale intitulée Scultura è poesia, organisée par la municipalité et la fondation Versiliana en présence des critiques d'art Lia Bronzi et Vittorio Sgarbi.
En 2016, les éditions Cairo Mondadori publient son Opera Omnia (œuvre complète) de poésie et de sculpture.
Dans le cadre de son activité littéraire, il a été président du jury du prix littéraire Le Muse de Pise, président d'honneur de la Camerata dei Poeti de Florence et du Circolo Culturale Gino Severini de Cortona. En 2019, dans la Sala del Gonfalone du Palazzo del Pegaso, siège du conseil régional de Toscane, est présentée le volume Le strade del vento édité par Giorgio Mondadori avec Lia Bronzi, Carlo Motta et Andrea Percolai.

## Publications

### Poésie
- Maschere di sabbia, 1959
- Ferie d'agosto, 2000
- Epigrammi per Lesbia, Bastogi Editrice Italiana, 2003  (ISBN 978-88-81855728)
- Un’altra vita, Bastogi Editrice Italiana, 2007  (ISBN 978-88-8185-94-05)
- Introspezioni, Bastogi Editrice Italiana, 2009  (ISBN 978-88-6273-15-91)
- Il senso della vita, Gruppo Albatros il filo, 2012  (ISBN 978-88-5673-91-14)
- Riflessioni lungo il mare, Gruppo Albatros il filo, 2012  (ISBN 978-88-5676-22-73)
- Sono nato ora, Gruppo Albatros il filo, 2015  (ISBN 978-88-5677-29-75)
- Luci e ombre poesie e aforismi per gli ultimi 100 anni, Pegasus Edition, 2016  (ISBN 978-88-9923-96-40)

### Prose
- Asterischi, 1990
- Il fagiano. Racconti di caccia di animali, Editoriale Olimpia, 2002  (ISBN 978-88-25377057)
- Ulisse per sempre e altre storie, Bastogi Editrice Italiana, 2004  (ISBN 978-88-8185-65-72)
- Il ponte girante, Bastogi Editrice Italiana, 2005  (ISBN 978-88-8185-48-13)
- Il fagiano e il cinghiale. Racconti di caccia e di animali, Editoriale Olimpia, 2006  (ISBN 978-88-2530-12-05)
- La rivoltella nel cassetto, Editore Robin, 2012  (ISBN 978-88-6740-03-24)
- Le donne e la luna, Gruppo Albatros il filo, 2010  (ISBN 978-88-5671-90-62)
- La laurea e l'amore, Editore Robin, 2013  (ISBN 978-88-6740-114-7)
- La vita infinita, Ibiskos Ulivieri, 2013  (ISBN 978-88-7841-86-77)
- Correre correre, Gruppo Albatros il filo, 2013  (ISBN 978-88-5676-51-13)
- Epifanie, Ibiskos Ulivieri, 2014  (ISBN 978-88-7841-91-24)
- Il gatto marino, 2017, Editore Helicon,  (ISBN 978-88-6466-42-24)